# هيلين يونغ
هيلين يونغ (بالإنجليزية: Helen Young)‏ هي مذيعة طقس بريطانية، ولدت في 10 يونيو 1969 في كرولي في المملكة المتحدة.